# Italian Open 2021 (теніс)
Italian Open 2021 — тенісний турнір, що проходив на ґрунтових кортах у місті Rome (Італія) з 9 по 16 травня. Належав до категорій ATP Masters 1000 та WTA 1000, був турніром серії Мастерс Рим 2021 року.

## Фінальна частина

### Чоловіки, одиночний розряд
Рафаель Надаль —  Новак Джокович 7–5, 1–6, 6–3

### Жінки, одиночний розряд
Іга Свьонтек —  Кароліна Плішкова 6–0, 6–0

### Чоловіки, парний розряд
Нікола Мектич /  Мате Павич —  Ражів Рам /  Джо Солсбері 6–4, 7–6(7–4)

### Жінки, парний розряд
Шерон Фічмен /  Джуліана Ольмос —  Крістіна Младенович /  Маркета Вондроушова 4–6, 7–5, [10–5]